# 도화선 (신관)

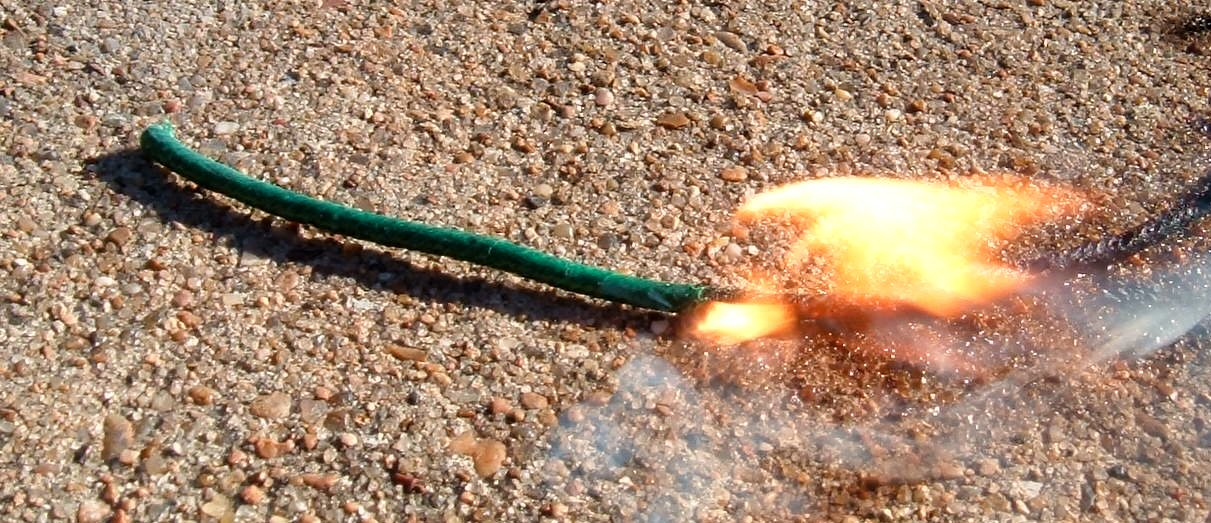
불을 붙여 놓는 장치를 소위 '도화선'이라고 한다.

도화선(導火線; 문화어: 불심지; 영어: fuse 또는 fuze)은 폭약까지 불을 전달해 기폭시키는 원시적인 신관이다. 현재에도 로망 캔들 등의 폭죽에 이용되며, 옛날에는 대포, 폭탄 등의 화약에 불을 붙이는 용도로 사용되었다. 그러나 한번 불을 붙이면 끌 수 없고, 원할 때 격발기를 눌러 발사할 수 있어야 하며, 도화선을 사용한 무기들은 연발이 불가능하다는 등의 이유로 현재의 무기들은 도화선을 신관으로 사용하지 않는다.

## 같이 보기
- 화승
- 시한폭탄
- 급조폭발물
- TM 31-210 임시 군수품 안내서